# Зілінко Ігор Іванович
Зілі́нко І́гор Іванович (нар. 27 травня 1953 року, м.  Тернопіль) — український художник-графік, педагог. Член НСХУ (1992). Мистецька премія ім. М. Бойчука (1990 р.).

## Життєпис
Закінчив відділення кераміки Львівського училища прикладного мистецтва ім. І. Труша (1972 р.), Український поліграфічний інститут у Львові (спеціальність — книжкова графіка; 1983, нині академія друкарства).
У 1972—1989 роках викладав у Тернопільській дитячій художній школі, один з авторів методичних навчальних програм школи. Працює в галузі станкової графіки (офорт, суха голка, акватина, літографія, лінорит) і монументального малярства.
З кінця 1980-х років учасник неформального об'єднання тернопільських художників — мистецького гурту «Хоругва». Перша спільна виставка гурту відбулась у 1990 році в Тернопільській галереї мистецтв за участю учасників гурту: Дмитра Стецька, Ігоря Зілінка, Андрія Зюбровського, Станіслава Ковальчука, Михайла Лисака, Петра Мороза, Михайла Николайчука, Ярослава Новака, Бориса Рудого.
Учасник обласних, зональних, всеукраїнських і міжнародних виставок; персональні — 1986 р. (Тернопіль, Івано-Франківськ, Чернівці), 2003 р. (Тернопіль).

## Роботи
Серед робіт: серії портретів українських письменників (1978; туш, перо), натюрмортів (1980; офорт), «Берестечко» та «Могила» (обидві — 1991; кольоровий офорт); твори іконопису (акрил, позолота, дошка): «Різдво Івана Предтечі» (2002), «Зарваницька Божа Матір» (2003). Розписав храми в селах Великий Глибочок (1989) і Петриків (1990) Тернопільського району; 1996—1998 брав участь у розписах Катедрального собору Непорочного Зачаття Пресвятої Діви Марії (м. Тернопіль).
Твори художника зберігаються у численних музеях та приватних збірках України та світу.